# Орманов, Гали
Гали́ Орма́нов (каз. Ғали Орманов; 15 августа 1907, урочище Ешкеольмес, Копальский уезд, Семиреченская область, Российская империя — 15 сентября 1978, Алма-Ата, Казахская ССР, СССР) — советский казахский поэт, писатель, журналист и переводчик, член Союза писателей СССР.

## Биография
Родился 15 августа 1907 года в урочище Ешкеольмес Капальского уезда Семиреченской области (ныне — Аксуский район, Алматинская область, Казахстан).
В 1929 году окончил Казахский институт народного просвещения, а в 1943 — Казахский педагогический институт.
Печатался с 1927 года. Сотрудничал с газетой каз. «Социалистік Қазақстан» (ныне каз. «Егемен Қазақстан»). В 1939—1945 годах был секретарем Джамбула. Позже был редактором альманаха «Майдан», журнала каз. «Әдебиет және искусство» (ныне каз. «Жұлдыз»).
Первый сборник стихов «Обруч» (каз. «Шеңбер») опубликован в 1934-м. Затем вышли в свет сборники: «Исповедь женщины» (каз. «Абысын сыры») (1936), «Песня жизни» (каз. «Өмір дастаны») (1948), «Крылья мысли» (каз. «Ой қанаты») (1959), «Огненная река» (каз. «От өзен») (1965) и др. Опубликованы также сборники рассказов: «Подъём» (каз. «Көтерме») (1935) и другие. При его жизни свет увидели 30 поэтических сборников и книг прозы.
На русском языке публиковались его книги «Глазами мысли» (1958), «Голубые дали» (1970) и другие.
Перевёл на казахский язык стихотворения и поэмы А. С. Пушкина, М. Ю. Лермонтова, С. А. Есенина, Яна Райниса, Махтумкули. Его перу принадлежат переводы на казахский язык таких шедевров мировой литературы, как роман «Анна Каренина» Л. Н. Толстого, повесть «Невский проспект» Н. В. Гоголя, рассказы А. П. Чехова. Перевод первой книги киргизского эпоса «Манас», а также романы и повести современников — таков круг переводов Г. Орманова.
Награждён орденами Ленина, Красной Звезды, Трудового Красного Знамени, медалями.
Умер 15 сентября 1978 года в Алма-Ате. Похоронен на Кенсайском кладбище Алматы.

## Награды
- Орден Ленина
- Орден Трудового Красного Знамени (3 января 1959) — за выдающиеся заслуги в развитии казахского искусства и литературы и в связи с декадой казахского искусства и литературы в гор. Москве
- Орден Дружбы народов (1977)
- Орден Красной Звезды
- Медали

## Память
- В Алма-Ате улица Многоводная была переименована в улицу Гали Орманова.
- В Талдыкоргане улица Садовая была переименована в улицу Гали Орманова.
- Одна из улиц села и средняя школа села Капал получили имя Гали Орманова.
- Имя Гали Орманова носит школа-гимназия № 7 г.Астана.
- В Талдыкоргане установлен бюст Гали Орманова, 2008.
- В 2008 году к 30-летию со дня смерти поэта вышел документальный фильм «Гали гибрат» («Ғибрат» в переводе с казахского — «человек, идущий на помощь»)[2].